# Снежинка (колония)
Снежи́нка (ФКУ ИК-6 УФСИН России по Хабаровскому краю) — исправительная колония особого режима для пожизненно заключённых в России. Расположена в посёлке Эльбан Хабаровского края. Самая новая колония такого типа в России.

## История
Колония стала первым и единственным исправительным учреждением для пожизненно заключённых на Дальнем Востоке. В 1996 году на её месте было начато строительство следственного изолятора, рассчитанного на 800 мест. Объект был достроен в 2012 году, введён в эксплуатацию в начале 2014 года. Благодаря семилучевой форме корпусов СИЗО-4 получил прозвище «Снежинка». По состоянию на 2016 год в изоляторе содержалось 68 подследственных, более 700 мест оставались свободными.
В июле 2017 года УФСИН по Хабаровскому краю сообщило о том, что изолятор будет переквалифицирован в колонию для пожизненно осуждённых. 20 сентября учреждение заработало в качестве колонии и стало принимать первых заключённых, которых доставляли из других пенитенциарных учреждений России (главным образом, из закрывающегося «Чёрного беркута»). На территории объекта появились швейный и деревообрабатывающий цеха. По состоянию на ноябрь 2017 года в учреждении содержалось 23 человека, а на июнь 2020 года — уже около 250.